# Лагуна-дель-Маркесадо
Лагуна-дель-Маркесадо (ісп. Laguna del Marquesado) — муніципалітет в Іспанії, у складі автономної спільноти Кастилія-Ла-Манча, у провінції Куенка. Населення — 68 осіб (2010).
Муніципалітет розташований на відстані близько 170 км на схід від Мадрида, 41 км на схід від Куенки.

## Демографія
Динаміка населення (INE ):